# HMS Turbulent (S87)
Pour les autres navires du même nom, voir HMS Turbulent.
Le HMS Turbulent (pennant number : S87) est un bâtiment de la classe Trafalgar de sept sous-marins nucléaires d'attaque de la Royal Navy.

## Armement
- Missiles : 8 UGM-84B Sub-Harpoon Block.1C lancés par tubes torpilles
- Torpilles : 5 tubes de 533 mm avec 17 torpilles Spearfish
- Mines : 46 mines à la place des missiles/torpilles

## Électronique
- 1 radar de navigation Kelvin Hughes Type 1007
- 1 sonar passif Marconi Type 2072
- 1 sonar actif/passif d'attaque Marconi Type 2074
- 1 sonar passif remorqué Ferranti Type 2046
- 1 sonar passif Thomson Sintra Type 2019 Paris
- 1 contrôle d'armes BAE Systems SMCS
- 1 système de combat BAE Systems SMCS
- Liaison 11
- 2 lance leurres torpille SSE mk.8
- 1 détecteur radar Racal UAP
- 1 périscope Pilkington Optronics CK.34
- 1 périscope Pilkington Optronics CH.84

## Bugaled Breizh
Le 10 décembre 2010, un article de l'hebdomadaire Le Marin cite un témoin anonyme qui identifierait le sous-marin britannique HMS Turbulent comme étant impliqué dans le naufrage du Bugaled Breizh.